# Джордж Райффенштайн
Джордж Райффенштайн (англ. George Reiffenstein, 17 березня 1883 — 9 червня 1932) — канадський академічний веслувальник.
Срібний призер Олімпійських Ігор 1904 року в складі вісімки.